# Parafia św. Michała Archanioła w Okołowie
Parafia św. Michała Archanioła w Okołowie – rzymskokatolicka parafia znajdująca się w archidiecezji mińsko-mohylewskiej, w dekanacie wilejskim, na Białorusi.

## Historia
W latach 1798–1804 wybudowano drewniany kościół św. Michała Archanioła ufundowany przez pisarza Wielkiego Księstwa Litewskiego Michała Wołłowicza. Posiadała filie w Omniszewie i Zawiszynie. W 1941 r. administratorem parafii był ks. Henryk Hlebowicz. 7 listopada 1941 r. został aresztowany przez białoruską policję i przewieziony do aresztu w Borysowie. 9 listopada został zamordowany w lesie koło Borysowa. Kościół został zniszczony w latach 40. XX w.    
Parafia odrodziła się w latach 90. XX w. Początkowo nabożeństwa odprawiano w drewnianym budynku dawnego sklepu. Po 2008 wybudowano drewniany kościół św. Michała Archanioła.   

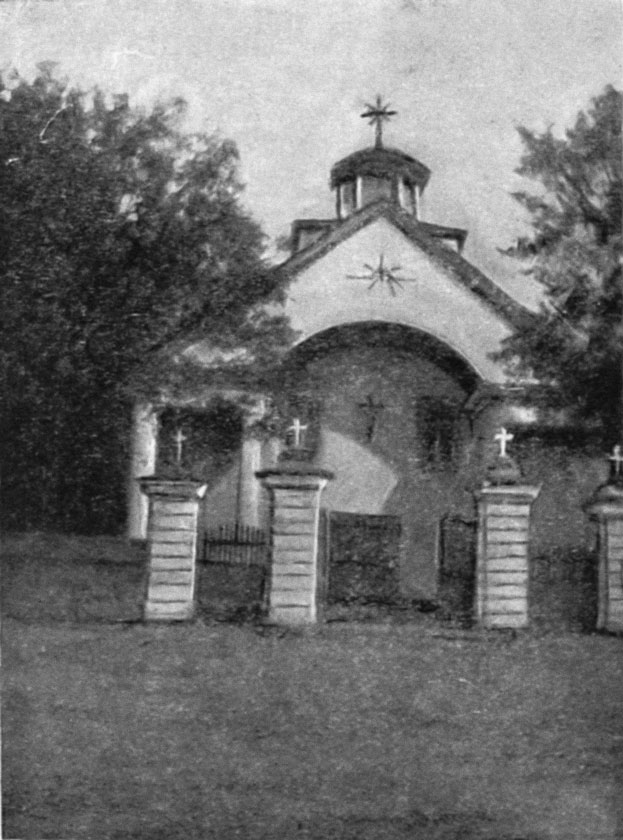
Kościół św. Michała Archanioła w Okołowie, ok. 1914 r. (nie istnieje)
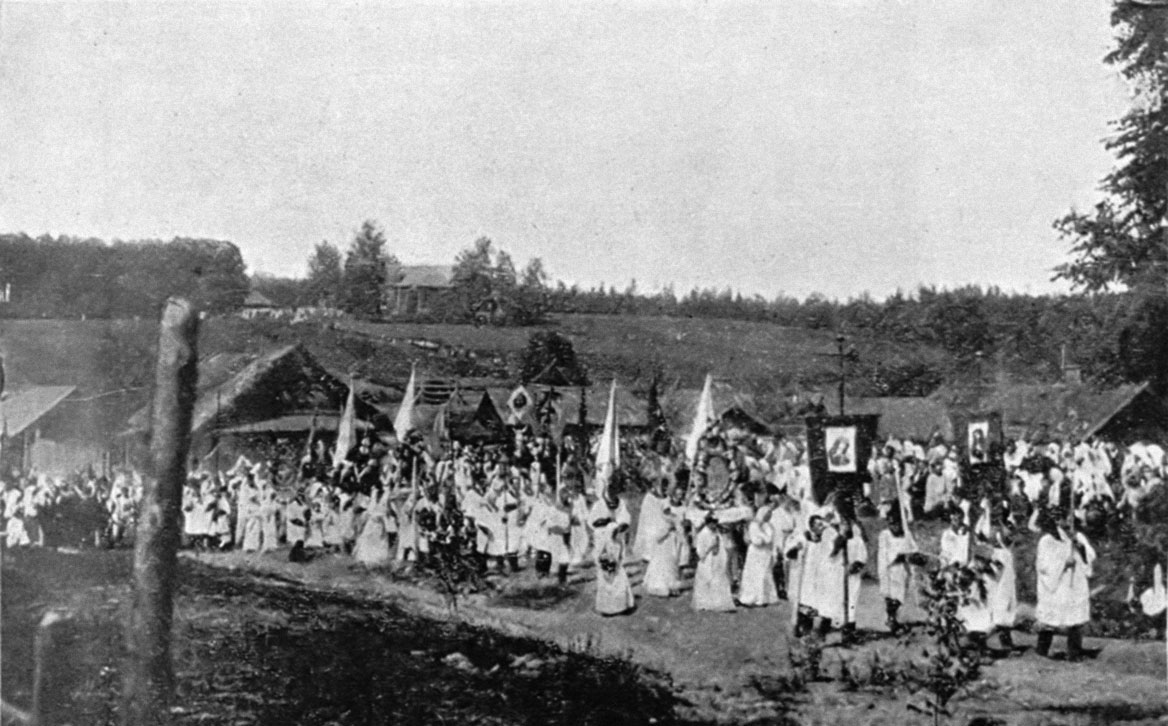
Procesja z Okołowa do Omniszewa, ok. 1914 r.
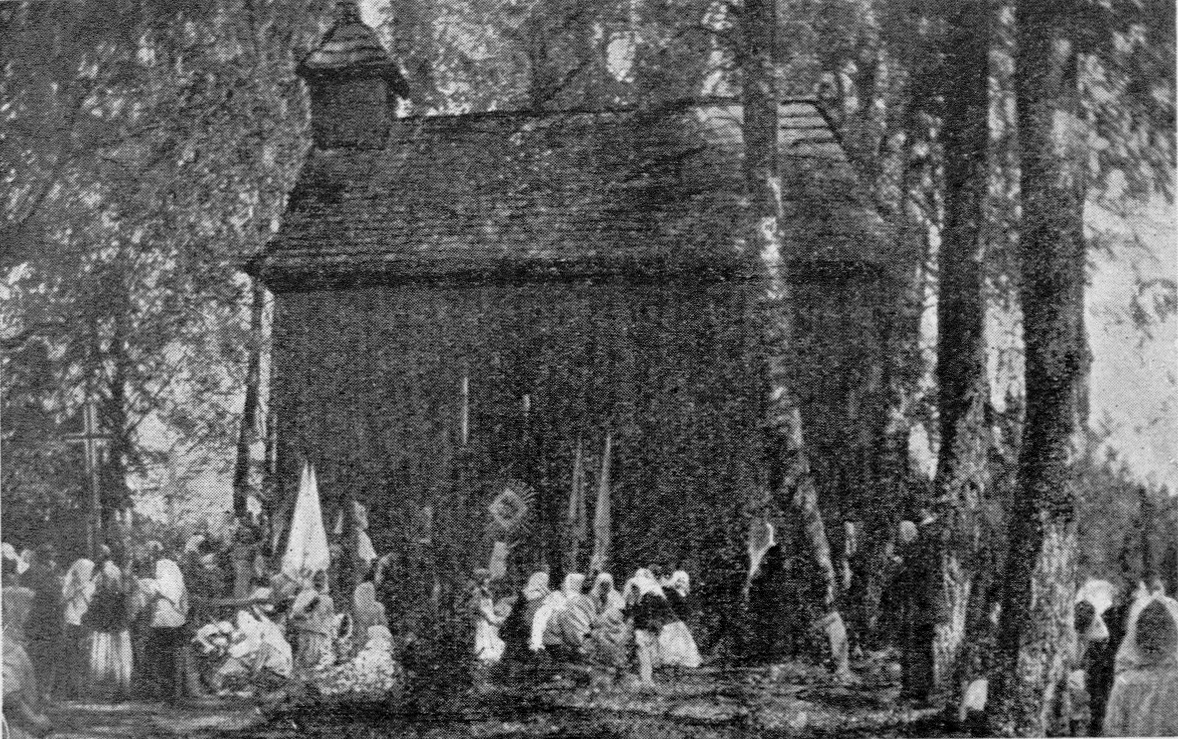
Kaplica na cmentarzu w Omniszewie, ok. 1914 r.
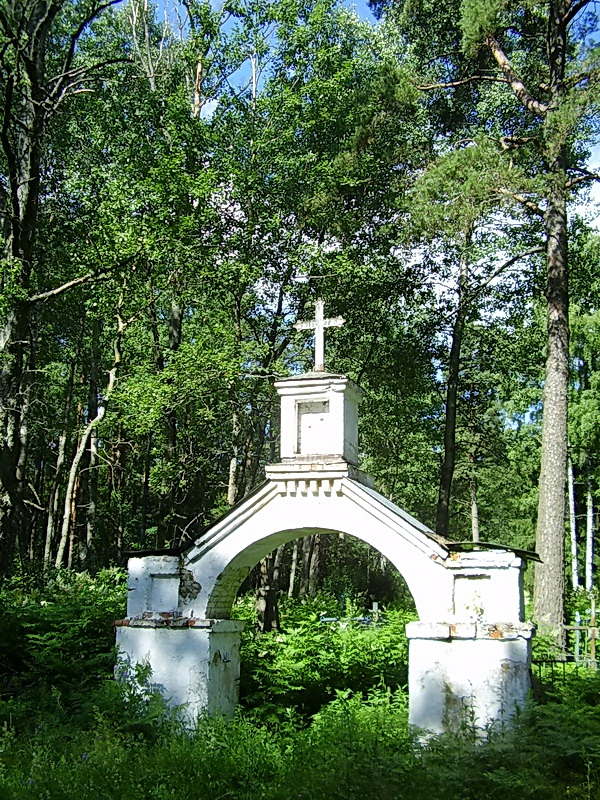
Neoklasycystyczna brama cmentarna z 2 poł. XIX w.